# Lawrence Rooke
Lawrence Rooke (também grafado Laurence; Deptford, 1622 – 26 de junho de 1662) foi um astrônomo e matemático inglês. Foi um dos fundadores da Royal Society, embora tenha morrido quando a sociedade foi formalmente constituída.

## Vida
Nasceu em Deptford, bisneto pelo lado materno de Lancelot Andrewes.
Foi educado no Eton College e no King's College (Cambridge), onde obteve um M.A. em 1647.